# Collegio uninominale
Il collegio uninominale è una circoscrizione elettorale che elegge un unico rappresentante in un'assemblea legislativa.
È l'entità fondamentale per il funzionamento della maggior parte dei sistemi elettorali di tipo maggioritario, come l'uninominale secco (first-past-the-post), l'uninominale a doppio turno (con ballottaggio) o il voto alternativo, ma è talvolta usato anche in sistemi di tipo proporzionale.

## I collegi uninominali nei sistemi maggioritari puri
Nei sistemi maggioritari puri, come quelli in vigore in Francia, Gran Bretagna e negli Stati Uniti, usualmente l'intero territorio viene suddiviso in tanti collegi quanti sono i seggi dell'assemblea da eleggere. In ciascun collegio ogni forza politica presenta ciascuna un solo candidato (da qui l'aggettivo uninominale) e viene eletto quello che ottiene la maggioranza dei voti nell'ambito del collegio. 
Nei sistemi elettorali di tipo plurality, propri del mondo anglosassone, viene eletto il candidato che ottiene la maggioranza relativa dei voti validi (sistema first-past-the-post); nei sistemi elettorali di tipo majority l'elezione del candidato più suffragato richiede che questi raggiunga una percentuale minima di voti (ad esempio la maggioranza assoluta dei voti validi) o un predeterminato distacco dal secondo più votato. In assenza di tale condizione, si procede con un secondo turno elettorale, sotto forma di ballottaggio tra i due candidati più votati oppure, come accade in Francia, tra tutti coloro che hanno superato una certa soglia di sbarramento.

## I collegi uninominali nei sistemi maggioritari corretti
Nei sistemi maggioritari cosiddetti corretti, come quello in vigore in Italia per le elezioni politiche tra il 1993 e il 2005 e noto come legge Mattarella, il corpo elettorale è suddiviso in collegi uninominali in numero minore ai seggi da assegnare: la quota residua di seggi viene in tal modo riservata per garantire la rappresentanza delle minoranze. Con tali sistemi elettorali, in ciascun collegio viene eletto il candidato più votato, secondo modalità analoghe a quelle possibili per i sistemi maggioritari puri. Talvolta, la frazione restante di seggi è attribuita ai candidati sconfitti nei collegi uninominali, secondo opportuni meccanismi come lo scorporo.

## I collegi uninominali nei sistemi proporzionali
Più raro è il ricorso ai collegi uninominali anche nell'ambito di sistemi elettorali di tipo proporzionale. In tal caso i collegi hanno lo scopo di stabilire quali candidati eleggere all'interno di ciascuna lista e costituisce pertanto un'alternativa al voto di preferenza o alle liste bloccate. Un sistema siffatto è stato adottato in Italia sino al 1993 per l'elezione del Senato.
Fatta salva la possibilità, per le singole liste elettorali, di candidare una sola persona per ciascun collegio, l'attribuzione dei seggi prevede in questi casi anzitutto il computo dei voti complessivamente conseguiti dai candidati collegati a una stessa lista in tutti i collegi o in quelli appartenenti alla medesima circoscrizione elettorale. Sulla base di tali aggregazioni, a ciascuna lista viene attribuito un certo numero di seggi. Generalmente, risultano eletti i candidati che abbiano conseguito, ciascuno nel proprio collegio, le più alte percentuali di voto rispetto agli altri candidati della medesima lista. 
In tal caso, viene in genere meno il principio che prevede l'elezione di un solo candidato per collegio: è possibile che un collegio non esprima alcun eletto, oppure che ve ne siano più d'uno, e non necessariamente i più votati all'interno del collegio stesso.

## Limiti e problemi
Secondo molti osservatori, i meccanismi elettorali basati sui collegi presentano una serie di implicazioni negative, tra le quali la limitata possibilità, per gli elettori, di scegliere i candidati da eleggere. È invalsa quasi ovunque infatti la consuetudine a candidare nei cosiddetti "collegi sicuri" gli esponenti politici di maggiore rilievo, in modo da accrescerne la probabilità di elezione. 
Inoltre, i collegi vengono tendenzialmente disegnati in base a criteri di omogeneità e continuità territoriale e sociale cercando di racchiudere in ogni unità un numero di elettori che non si discosti dalla media in una misura maggiore di quella che può essere stabilita dalla legge. Tuttavia col tempo i diversi tassi di variazione della popolazione possono alterare significativamente la consistenza numerica degli elettori per collegio, rendendo così periodicamente necessaria una delicata opera di revisione dei confini dei collegi uninominali. La definizione dei collegi è in genere ritenuta un'attività delicata, che dovrebbe pertanto richiedere commissioni imparziali: diversamente, tale attività può essere affetta dal fenomeno del gerrymandering, ossia un'artificiosa definizione dei collegi finalizzata ad accrescere oltremisura la vittoria elettorale di una delle parti a scapito delle altre.